# Umberto Calzolari
Umberto Calzolari (Bologna, 4 giugno 1938 – Bologna, 29 luglio 2018) è stato un giocatore di baseball e dirigente sportivo italiano.

## Biografia
Ha giocato nell'ACLI Bologna dal 1958 al 1963, quando la compagine è confluita nella Fortitudo Bologna. Con la Fortitudo ha vinto tre scudetti - nel 1969, nel 1972 e nel 1974 - e una Coppa dei Campioni nel 1973.
Dopo il suo ritiro la Fortitudo Bologna ha ritirato la maglia numero 8. La Fibs nel 1982 gli ha attribuito il Diamante d'oro alla carriera.
Nel 1993 con Alfredo Meli ha fondato la AIBxC (Associazione Italiana Baseball per Ciechi).
Nel 2014 è stato inserito nella Hall of fame del baseball e del softball italiano.
È morto nel 2018 all'età di 80 anni.

## Palmarès
- Campionati italiani: 3

Fortitudo: 1969, 1972, 1974
- Coppe Italia: 1

Fortitudo: 1973
- Coppa dei Campioni: 1

Fortitudo: 1973